# 紐沃 (加利福尼亞州)
紐沃（英語：Nuevo）是位於美國加利福尼亞州河濱縣的一個人口普查指定地區。

## 地理
紐沃的座標為33°48′05″N 117°08′45″W / 33.80139°N 117.14583°W，而該地最高點為海拔高度454米（即1489英尺）。

## 人口
根據2010年美國人口普查的數據，紐沃的面積為17.538平方千米，均為陸地。當地共有人口6447人，而人口密度為每平方千米367人。